# Lettlands universitet

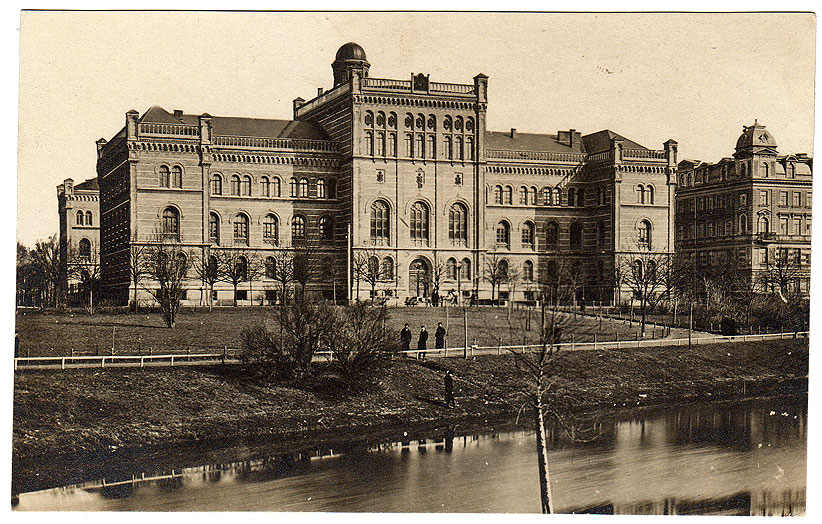
Lettlands universitets huvudbyggnad. Vykort från tidigt 1900-tal.

Lettlands universitet (lettiska: Latvijas Universitāte), är ett statligt universitet i Riga, Lettland som grundades 1919. 
Lettlands universitet rankades 2013 i intervallet 700–750 i världen  och som det fjärde bästa i Baltstaterna, efter Tartu universitet, Tallinns tekniska universitet och Vilnius universitet.

## Historia
Lettlands universitet – ursprungligen kallat Lettlands högskola (Lettiska: Latvijas Augstskola) – grundades 28 september 1919 utifrån Polyteknikum i Riga (som grundats 1862), vars huvudbyggnad fortfarande används. Universitetets första rektor var kemisten Paul Walden. Universitetet fick sitt nuvarande namn 1923.
Perioden 1919–1940 var universitetet ett centrum för utbildning, vetenskap och kultur i Republiken Lettland. Före andra världskriget var det en av tre akademiska utbildningsinstitutioner i Riga; de andra var Lettlands konservatorium (numera Lettlands Musikaliska Akademi) och Lettlands Konstakademi.
Under den sovjetiska ockupationen 1940–1941 (och senare under perioden 1945–1958) ändrades universitetet namn till Lettiska statens universitet (LVU, lettiska: Latvijas Valsts Universitāte). Under den nazityska ockupationen 1942–1945 användes namnet Rigas universitet (lettiska: Rīgas Universitāte). År 1958 namnändrades universitetet till Lettiska statens universitet uppkallat efter Pēteris Stučka, vilket var det officiella namnet fram till 1990. I samband med Lettlands återvunna självständighet återställdes namnet ännu en gång till Lettlands universitet.
Flera fakulteter har i omgång brutits loss som separata lärosäten: Lettlands jordbruksuniversitet (1939), den medicinska högskolan Rīgas Stradiņa universitāte (1950) och Rigas tekniska universitet (från 1958).

## Organisation

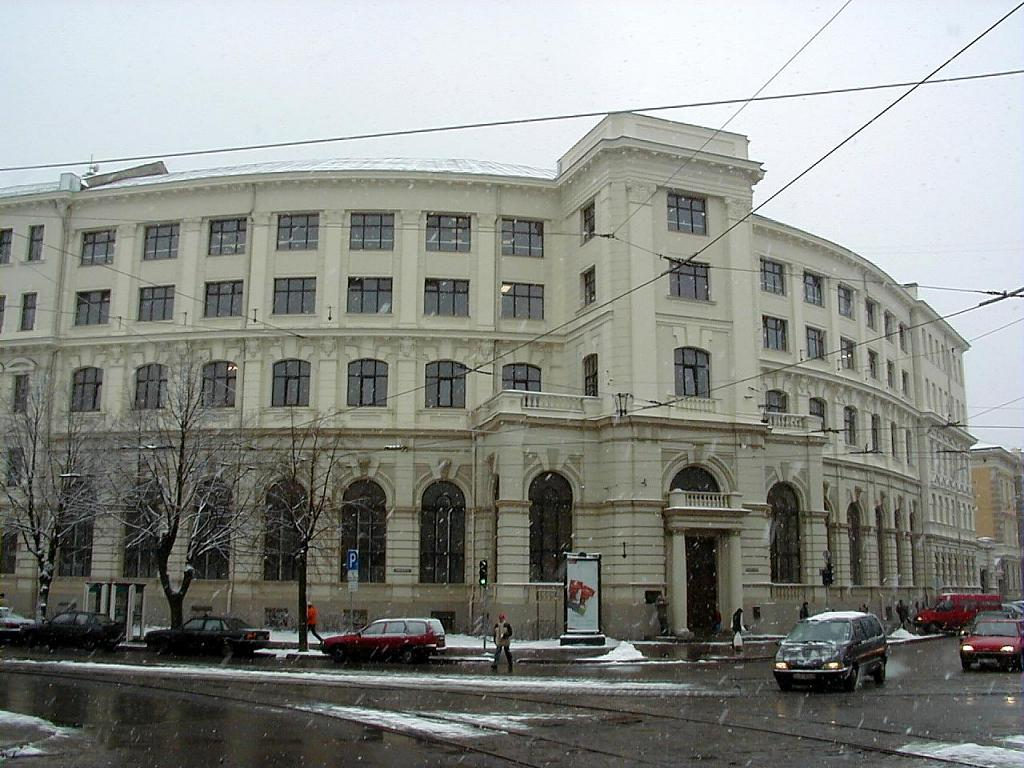
Faculty of Business, Economics and Management

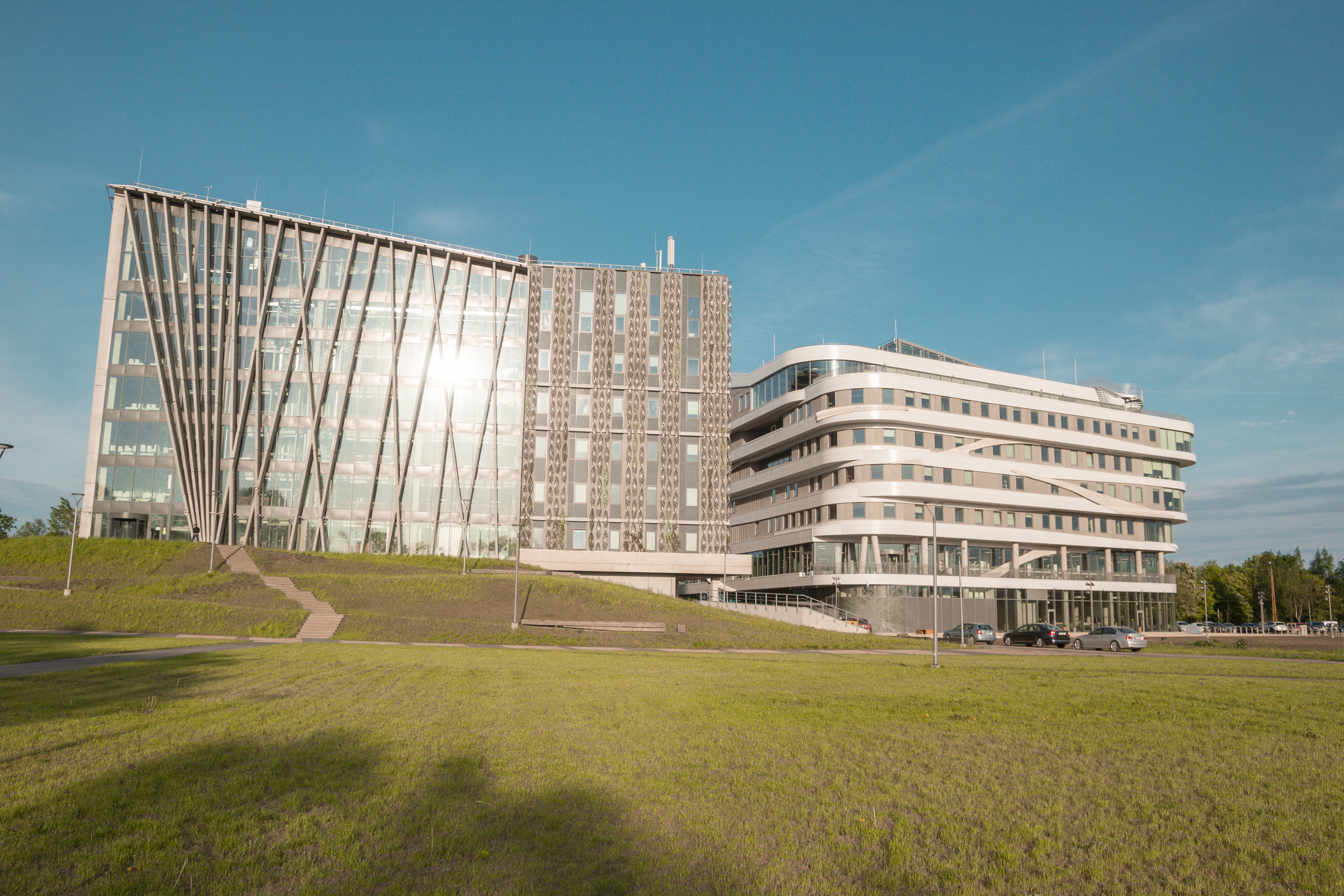
Campus (2019).

Lettlands universitet är organiserat i 13 fakulteter: Biologi, Kemi, Fysik och matematik, Handel, ekonomi och management, Pedagogik, psykologi och konst, Geografi och geovetenskap, Historia och filosofi, Juridik, Medicin, Humaniora, Samhällsvetenskap, Teologi, samt Datavetenskap.
Vid sidan av fakulteterna erbjuder Rigas medicinska högskola resurser för forskning och utbildning.
Till universitetet hör också IMCS, Institutet för matematik och datavetenskap (lettiska: Matemātikas un informātikas institūts), grundat 1959 som ett forskningscentrum för datavetenskap, samt Institutet för fasta tillståndets fysik, grundat 1978.

## Personer

### Betydande professorer och lärare
- Andris Ambainis, datavetenskap
- Mārcis Auziņš, fysik
- Kārlis Balodis, ekonomi
- Konstantīns Čakste, rättsvetenskap
- Jānis Endzelīns, lingvistik
- Augusts Kirhenšteins, mikrobiologi
- Eižens Laube, arkitektur
- Jānis Maizītis, juridik
- Andrejs Veisbergs, lingvistik

### Betydande alumner
- Māris Čaklais, lettisk poet
- Valdis Dombrovskis, lettisk politiker, Lettlands premiärminister sedan 2009, parlamentsledamot
- Klāvs Elsbergs, lettisk poet
- Ivars Godmanis, lettisk politiker, tidigare premiärminister, parlamentsledamot.
- Uldis Ģērmanis, lettisk historiker och författare
- Ivars Kalviņš, lettisk kemist
- Guntars Krasts, lettisk politiker, tidigare premiärminister, tidigare parlamentsledamot
- Zenta Mauriņa, lettisk författare
- Artis Pabriks,  lettisk politiker, tidigare utrikesminister
- Andris Piebalgs, lettisk politiker och diplomat, tidigare EU-kommissionär för energi
- Ilmārs Poikāns, lettisk AI-forskare
- Einars Repše, lettisk politiker, tidigare premiärminister,
- Eliyahu Rips, israelisk matematiker
- Knuts Skujenieks, lettisk poet, journalist
- Daina Taimiņa, lettisk matematiker
- Guntis Ulmanis, lettisk politiker, tidigare Lettlands president
- Jānis Vanags, ärkebiskop av Lettlands evangelisk-lutherska kyrka